# Albert Kriemler
Albert Kriemler (né le 7 février 1960 à Saint-Gall) est un créateur de mode suisse et le directeur artistique de la maison de couture de luxe suisse Akris, propriété de sa famille, qu’il dirige depuis 1980.  Il est décrit comme un « designer moderniste ». 

## Jeunesse
Albert Kriemler est né le 7 février 1960 à Saint-Gall. Kriemler a grandi à Saint-Gall avec ses parents et sa grand-mère, fondatrice d'Akris, dans une maison familiale multigénérationnelle à plusieurs niveaux,.
Dès l'âge de 15 ans, il commence à accompagner ses parents dans les foires aux tissus. Lors d'un voyage à Paris en 1976, Kriemler a assisté à son premier défilé Yves Saint Laurent. Dans les années 1970, les parents de Kriemler, Max et Ute, ont élargi le champ d'action d'Akris en produisant du prêt-à-porter pour des maisons de couture telles que Ted Lapidus et Givenchy.  

## Carrière
Avec son frère Peter, président d'Akris, qui a rejoint la société en 1987, Albert Kriemler a continué de développer la présence internationale d'Akris,.
Chez Akris, Kriemler a poursuivi l'histoire textile de Saint-Gall en engageant des artisans locaux,,, et a modernisé la broderie de Saint-Gall en adoptant une approche architecturale,.
En 1988, Dawn Mello, directrice de la mode et présidente de Bergdorf Goodman, a visité le showroom d'Akris et a passé la première commande d'une collection Akris pour le célèbre grand magasin de la Cinquième Avenue de New York. Dans les années 2000, ses créations sont devenues les plus vendues chez Bergdorf Goodman.
En 2004, Albert Kriemler a commencé à présenter Akris sur les podiums parisiens, en incorporant l'art contemporain et les thèmes architecturaux dans ses collections. Il a collaboré avec des artistes tels que Thomas Ruff (2014), Carmen Herrera (2017), Rodney Graham (2017), Alexander Girard (2018), Geta Brătescu (2019), Imi Knoebel (2021) et des architectes comme Herzog & de Meuron (2007) et Sou Fujimoto (2016).
Kriemler a collaboré avec le chorégraphe John Neumeier pour concevoir les costumes de la production 2005/06 de Neumeier pour l'Orchestre philharmonique de Vienne. Ils ont continué à travailler ensemble sur des projets de ballet pendant près de 20 ans. Kriemler a conçu des costumes pour des chorégraphies de Neumeier telles que : Epilogue (2024), Beethoven Project II (2021), Turangalîla (2016), La Légende de Joseph à Hambourg (2008) et à Vienne (2015), et pour la danseuse étoile Anna Laudere dans le rôle d'Anna Karénine dans le ballet du même nom, coproduit avec le Ballet du Bolchoï, Moscou, et le Ballet national du Canada, Toronto (2017).
En 2020, il a collaboré avec le photographe et cinéaste néerlandais Anton Corbijn pour réaliser un film de mode de cinq minutes sur une collection inspirée du travail de l'artiste Imi Knoebel,.
Pour le 100ème anniversaire d'Akris, Kriemler a coorganisé une exposition au Museum für Gestaltung Zürich, qui présentait pour la première fois des œuvres d'art originales et la collection d'Akris côte à côte.

### Style
Kriemler a été l'un des premiers créateurs à collaborer avec Steven Klein et le mannequin Stella Tennant pour sa première campagne Akris en 1995. Il a continué à travailler avec le photographe Steven Klein pendant 15 ans et a fait appel à Daphne Guinness pour sa première campagne de sacs à main au printemps 2010.
Sa clientèle comprend notamment Jessica Chastain, Lily Collins, Cate Blanchett, Lupita Nyong'o, Katie Holmes, Michelle Obama, Indra Nooyi et Kamala Harris,,,,,,,.

### Innovations
En 2008, il a présenté une collection inspirée par l'artiste et ami Ian Hamilton Finlay incorporant une nouvelle méthode d'impression numérique de photos.  
Depuis, Albert Kriemler a commencé à mêler la technologie numérique à l'artisanat traditionnel. En 2014, il a développé une broderie LED en collaboration avec Forster Rohner, inspirée par l'œuvre Sterne (1989-1992) de Thomas Ruff. L'une de ces robes ornées de LED a été incluse dans la collection permanente du Musée des arts appliqués (MAK) de Vienne, en Autriche.

## Récompenses
Kriemler a reçu le Grand Prix Design de l'Office fédéral suisse de la culture en 2008 et a été récompensé par le Swiss Design Award. Il a été nommé lauréat pour le design de mode lors des Fashion Group International Awards 2010 à New York.
En 2016, le magazine Wallpaper de Londres a décerné à Kriemler le « Design Award 2016 Best Alliance » pour sa collaboration avec l'architecte Sou Fujimoto. La même année, il a reçu le prix 2016 Couture Council Award for Artistry of Fashion au Museum of FIT de New York,.